# Горето
Горѐто (на италиански: Gorreto; на лигурски: Gorreio, Горейо) е село и община в Северна Италия, провинция Генуа, регион Лигурия. Разположено е на 533 m надморска височина. Населението на общината е 106 души (към 2011 г.).